# Gare de Monnerville
La gare de Monnerville est une halte ferroviaire française de la ligne de Paris-Austerlitz à Bordeaux-Saint-Jean, située sur le territoire de la commune de Monnerville, dans le département de l'Essonne, en région Île-de-France.
C'est une halte de la Société nationale des chemins de fer français (SNCF) desservie par les trains du réseau TER Centre-Val de Loire.

## Situation ferroviaire
Établie à 144 m d'altitude, la gare de Monnerville est située au point kilométrique (PK) 69,793 de la ligne de Paris-Austerlitz à Bordeaux-Saint-Jean, entre les gares de Guillerval et Angerville.

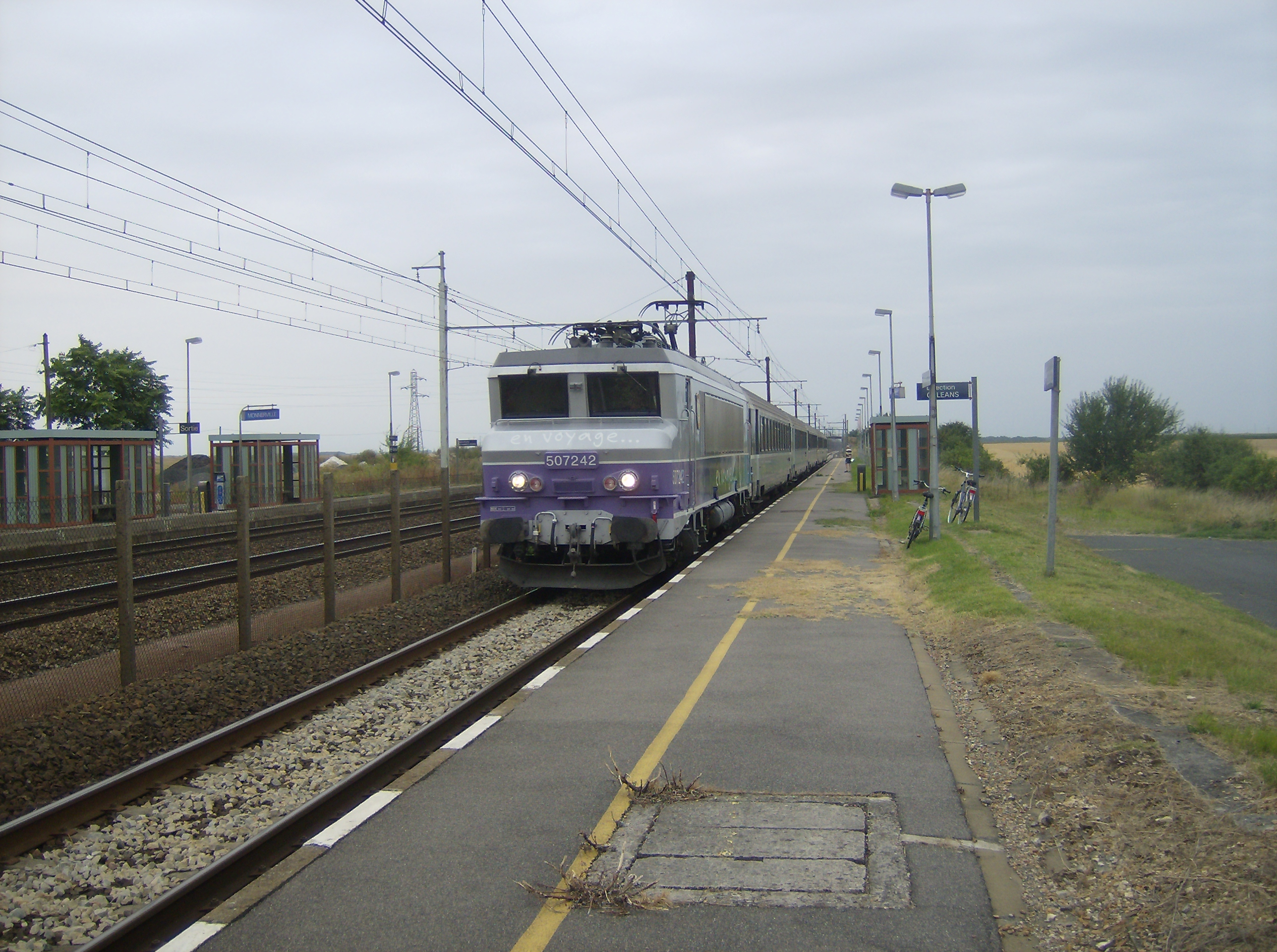
Un train assurant la relation de Paris-Austerlitz à Orléans.

## Histoire

### Fréquentation
Selon les estimations de la SNCF, la fréquentation annuelle de la gare figure dans le tableau ci-dessous.
| Année               | 2015   | 2016   | 2017   | 2018   | 2019   | 2020   | 2021   | 2022   | 2023   | 2024   |
| ------------------- | ------ | ------ | ------ | ------ | ------ | ------ | ------ | ------ | ------ | ------ |
| Nombre de voyageurs | 21 882 | 22 958 | 23 991 | 24 487 | 25 461 | 11 274 | 18 798 | 21 031 | 22 380 | 24 680 |

## Service des voyageurs

### Accueil
Elle est équipée de deux quais latéraux encadrant trois voies. Le changement de quai se fait par le passage sous un pont-rail, situé à proximité.

### Desserte
La gare est desservie par des trains du réseau TER Centre-Val de Loire (ligne Paris - Orléans). Le temps de trajet est environ de 45 minutes depuis Paris-Austerlitz et de 55 minutes depuis Orléans.

### Intermodalité
La gare est desservie par la ligne 4413 du réseau de bus Essonne Sud Ouest.

## Galerie de photographies

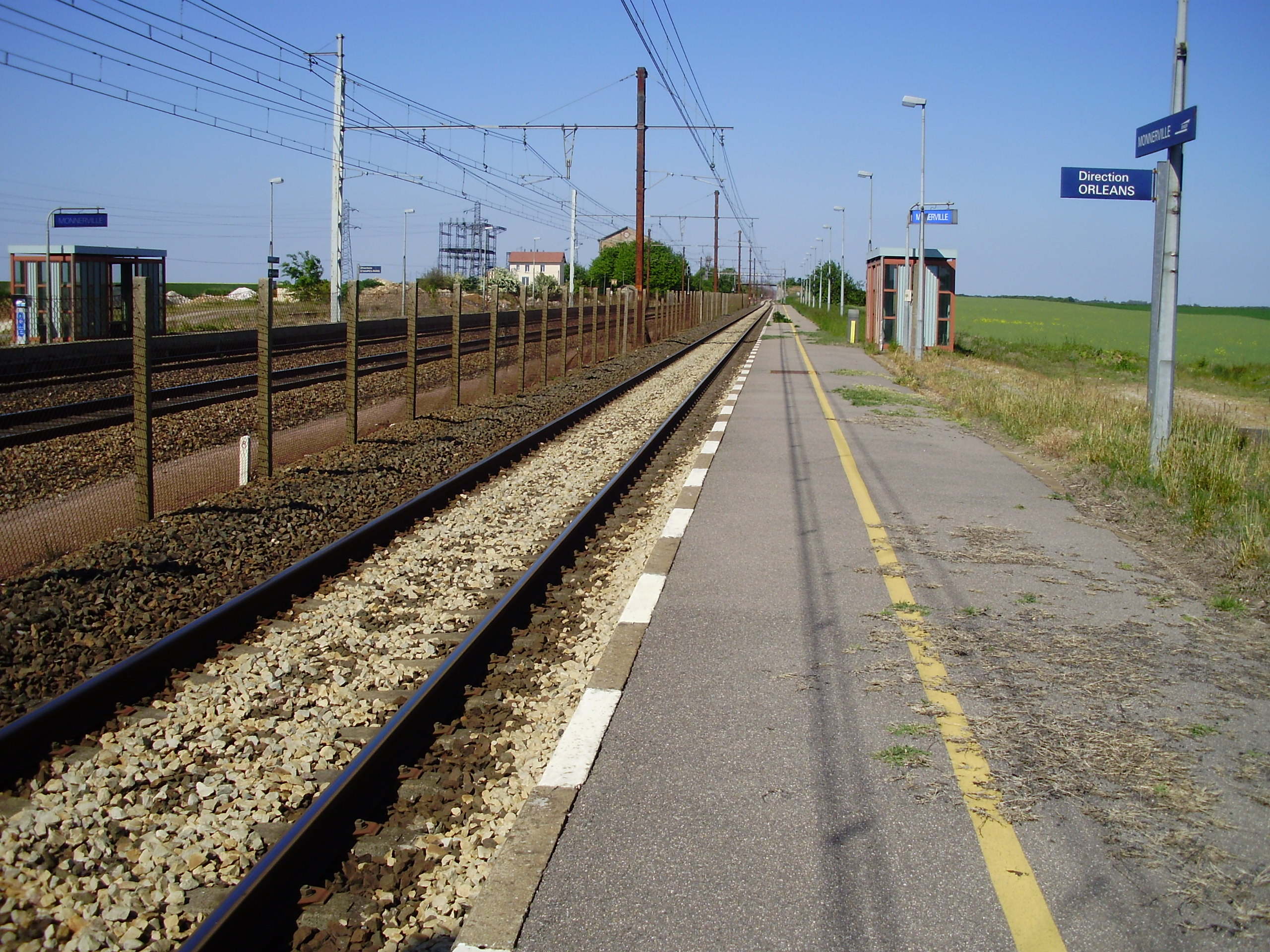
Vue vers Paris.
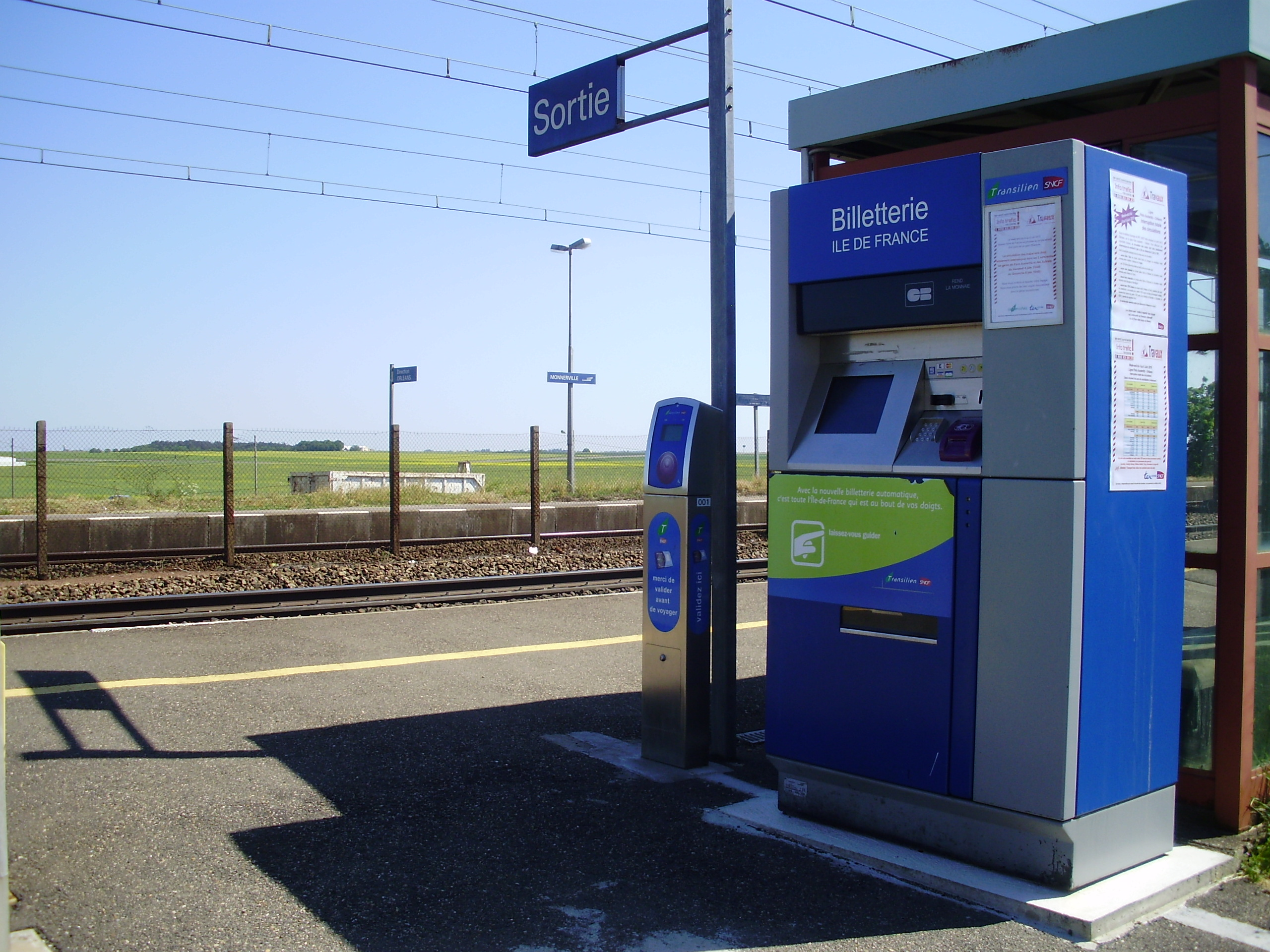
La billetterie automatique.
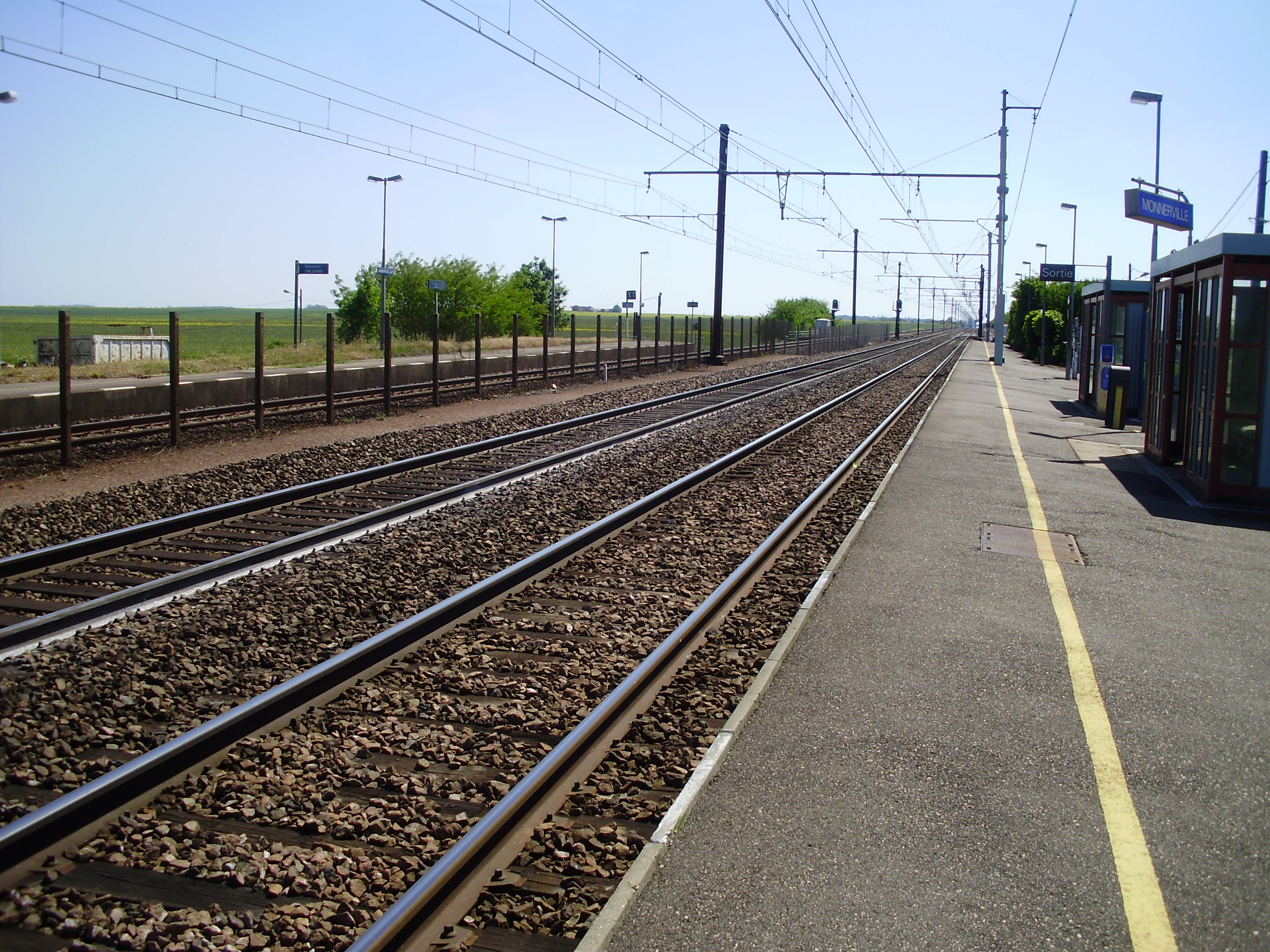
Vue vers Orléans.
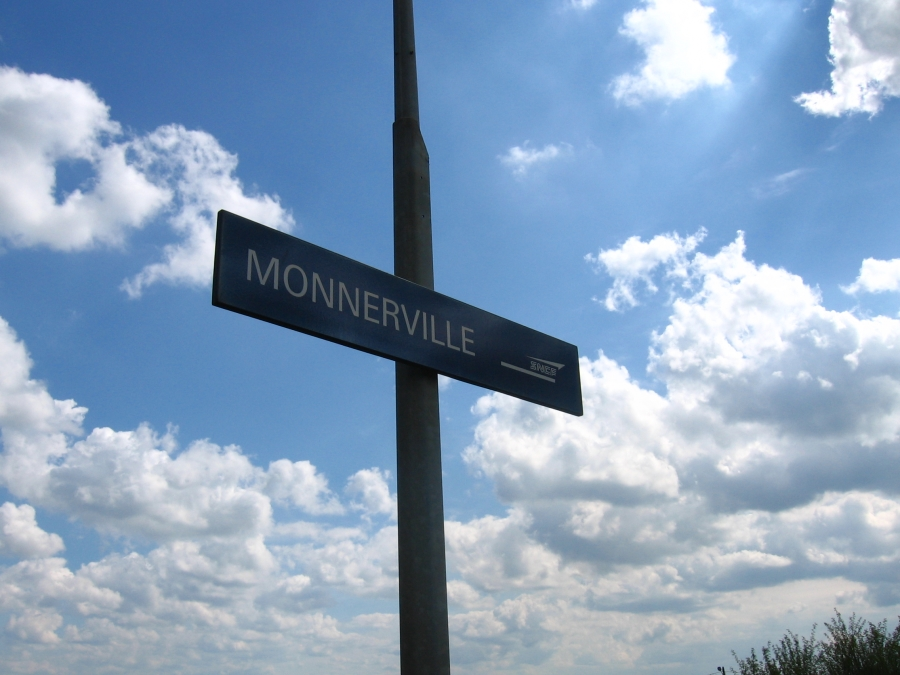
Panneau indiquant le nom de la gare.